# № 2 (шхуна, 1827)
№ 2 — парусная шхуна Беломорской флотилии Российской империи, вторая из двух шхун типа «Номерная», участник экспедиций по описанию берегов Белого моря.

## Описание судна
Парусная шхуна с деревянным корпусом, одна из двух шхун типа «Номерная», строившихся на Соломбальской верфи в 1826 и 1828 годах. Длина шхуны между перпендикулярами по сведениям из различных источников составляла от 14,9 до 14,94 метра, ширина с обшивкой от 5 до 5,3 метра, а осадка от 2,1 до 2,6 метра. Вооружение судна состояло из восьми орудий.

## История службы
Шхуна № 2 была заложена на Соломбальской верфи 24 августа (5 сентября) 1826 года и после спуска на воду 31 мая (12 июня) 1827 года вошла в состав Беломорской флотилии России. Строительство вёл корабельный мастер капитан В. А. Ершов.
C 1827 по 1832 год в составе отряда М. Ф. Рейнеке принимала участие в Беломорских экспедициях с целью гидрографических исследований по описанию берегов Белого моря от бара Северной Двины до мыса Святой Нос.
C 1833 по 1838 год стояла брандвахтой в Лапоминской гавани. В 1840 году на шхуне выполнялись гидрографические работы у берегов Лапландии. 
Шхуна была разобрана в 1845 году в Архангельске.

## Командиры шхуны
Командирами парусной шхуны № 2 в составе Российского императорского флота в разное время служили:
- лейтенант А. Л. Юнкер (1827 год)[9];
- В. А. Кротов (1828—1830 год);
- лейтенант И. П. Милюков (1831—1833 год)[10];
- Ф. Т. Можайский (1833 и 1835 годы);
- И. А. Мартьянов (1834 год);
- Апыхтин (1836—1837 год);
- Л. М. Вальховский (1838—1839 год);
- Афонасьев (1840 год).